# Mauro Maltinti
Mauro Maltinti (San Miniato, 27 novembre 1935 – Ponte a Elsa, 8 luglio 2015) è stato un calciatore italiano, di ruolo centrocampista.

## Palmares

### Club

#### Competizioni regionali
- Promozione: 1

Arezzo: 1955-1956

#### Competizioni nazionali
- Serie C: 1

Pro Patria: 1959-1960